# Спомен-чесма у Душанову
Спомен-чесма у Душанову налази се на тромеђи села Душанова, Белановца и Миланова и посвећена је бици из Другог светског рата у којој су борци из ових села и околине победили бугарску војску. Свечано је откривена 7. јула 1955. године, симболично на Дан борца.

## Изглед
Обрађена је цементним малтером, висока два и широка два метра, дебљине 60 центиметара. Кроз две проточне цеви непрестано тече вода са извора. На чесми се налази мермерна плоча са натписом.

## Натпис
Ви који сте посетили ово место разгледајте брда која вас окружују и села на околним брдима и увалама, и знајте, да је и овде вођена тешка борба за ослобођење земље од фашистичког окупатора и домаћих издајника. Међу многим борбама које су вођене на овоме терену значајна је борба од 19. I 1944. године када су Косовски батаљон и борци из околних села у саставу Команде места у Лапотинцу до ногу потукли много јачу и добро наоружану бугарску окупаторску војску.
Никада не заборављамо те тешке, али славне дане наших борби и победа.